# 银川一中
银川一中，全称银川市第一中学，始建于1906年。2013年成立“银川市第一中学教育集团”，以宁夏银川一中为核心，旗下现有光华校区、南熏路校区、健康城校区、湖畔校区、西夏区校区、阳光城校区。

## 历史
1929年宁夏建省起，学校更名“宁夏省立第一中学”。1958年宁夏回族自治区成立后，学校更名“宁夏回族自治区银川市第一中学”。1997年5月改为现名“银川市第一中学”

## 校训
尚德远志 求是笃行